# Lagoseriopsis popovii
Lagoseriopsis popovii là một loài thực vật có hoa trong họ Cúc. Loài này được (Krasch.) Kirp. mô tả khoa học đầu tiên năm 1964.